# Escuma de poliuretà

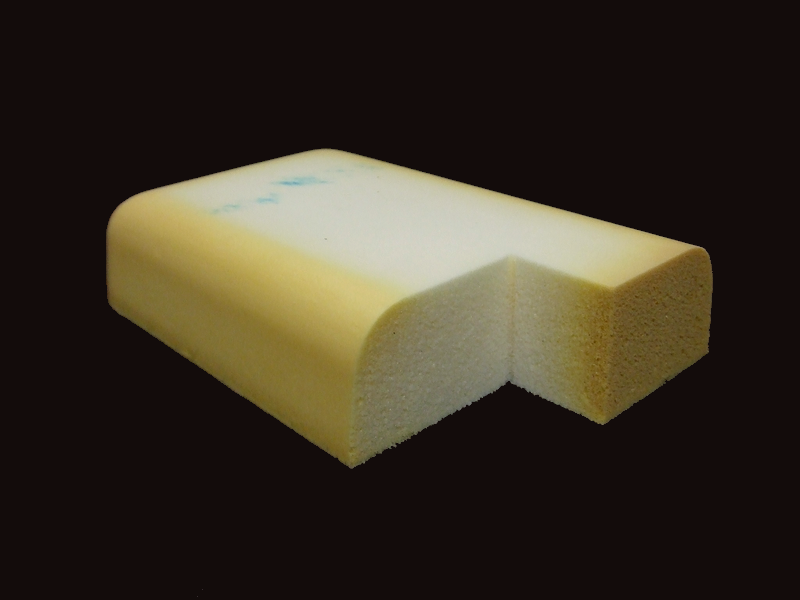
Escuma de poliuretà amb isocianats, que ha estat exposada a la llum ultraviolada. La coloració es produeix després d'un temps d'exposició.

L'escuma de poliuretà és un material plàstic porós format per una agregació de bombolles, conegut també pel nom col·loquial de gomaespuma. Es forma bàsicament per la reacció química de dos compostos, un poliol i un isocianat, encara que la seva formulació necessita i admet múltiples variants i additius. Aquesta reacció allibera diòxid de carboni, gas que va formant les bombolles.
Bàsicament, i segons el sistema de fabricació, es poden dividir els tipus d'escumes de poliuretà en dos tipus:
- Escumes en calent : són les escumes que alliberen calor durant la seva reacció, fabricades en peces de grans dimensions, destinades a ser tallades posteriorment. Es fabriquen en un procés continu, mitjançant un dispositiu anomenat  escumadora , que bàsicament és la unió de diverses màquines, de les quals la primera és un mesclador, que aporta i barreja els diferents compostos de la barreja, la segona és un sistema de cintes sense fi, que arrossega l'escuma durant el seu creixement, limitant el seu creixement per donar-li al bloc la forma desitjada, i la part final de l'escumadora és un dispositiu de tall, per tallar el bloc a la longitud desitjada. Generalment són les més barates, les més utilitzades i conegudes pel públic.
- Escumes en fred : són aquelles que tot just alliberen calor a la reacció, s'utilitzen per a crear peces a partir de motlles, com farcits d'altres articles, com aïllants, etc. Es fabriquen mitjançant una escumadora senzilla, que consisteix en un dispositiu mesclador. Normalment solen ser de més qualitat i durada que les escumes en calent, encara que el seu cost és bastant més gran.

## Característiques i usos
És un material molt versàtil, ja que, segons els additius i els sistemes de fabricació utilitzats, es poden aconseguir característiques molt diferents i escumes destinades a usos molt diferents. Des dels ben coneguts blocs d'escuma elàstica per matalassos fins escumes gairebé rígides per joguines, automoció o calçats.
Per comparar les diferents escumes se sol utilitzar molt la densitat, però només serveix com a element comparatiu quan es parla d'escumes amb la mateixa composició, ja que diferents fórmules donen característiques diferents. En unes escumes es busca la major durada possible, en altres el preu més econòmic, en altres la transpirabilitat, la capacitat aïllant, la facilitat de perfilar o donar forma, la lleugeresa, etc.
L'escuma de poliuretà té múltiples usos en el món actual. Alguns d'ells són:
- En matalassos com a farciment principal o com a integrant dels encoixinats
- En mobles en seients de sofàs i cadires, farcit d'encoixinats, etc.
- En la construcció com a aïllant tèrmic o com a farciment
- En automoció com a element principal de taulers de control, seients, etc.
- En balística per a sufocar mobilitzacions urbanes mitjançant escopetes de pilotes de goma, per part de cossos policials com els Mossos d'Esquadra[2]
- En molts articles més com joguines, peces de vestir, esponges, calçats, coixins, coixins, envasos i en general tot tipus d'encoixinats o farcits.

## Nota
1. ↑  Michael Shawyer; Avilio F. Medina Pizzali. El uso de hielo en pequeñas embarcaciones de pesca.  Food & Agriculture Org., 30 desembre 2005, p. 61–. ISBN 9789253050109 [Consulta: 8 juny 2011].
2. ↑  Bou, David. «Les escopetes de foam dels Mossos, tecnologia militar al servei de la repressió».  La Directa, 18-02-2021. [Consulta: 2 desembre 2022].